# Jutta Heinbach
Jutta Heinbach (* 25. November 1972) ist eine ehemalige deutsche Fußballspielerin.

## Karriere
Die 159 cm große Abwehrspielerin Heinbach wurde zur Saison 1999/2000 von den Sportfreunden Siegen vom FCR Duisburg 55 verpflichtet. Am Saisonende wurde sie mit ihrer Mannschaft – mit 15 Punkten Vorsprung auf den Vorjahresmeister 1. FFC Frankfurt – Deutscher Meister. Im Wettbewerb um den DFB-Pokal schied sie mit ihrer Mannschaft im Viertelfinale mit 3:5 im Elfmeterschießen gegen Grün-Weiß Brauweiler aus diesem vorzeitig aus. Die zwei folgenden Saisons schloss sie mit ihrem Verein jeweils als Drittplatzierter ab, zuletzt mit dem FCR 2001 Duisburg, wie sich der Verein – seit dem 8. Juni 2001 eigenständig – nannte. 

## Erfolge
- Deutscher Meister 2000